# تریاونا
تریاونا شهری در استان گابرووو کشور بلغارستان است که جمعیت آن در سال ۲۰۰۱ میلادی ۱۱٬۱۳۱ نفر بوده‌است.